# Magnetotaxis
Als Magnetotaxis wird die Orientierung der Bewegungsrichtung von Lebewesen mit Magnetsinn in einem Magnetfeld bezeichnet. Ökologisch bedeutend ist die Orientierung (Taxis) am Magnetfeld der Erde. Nach bisherigen Erkenntnissen können dabei Magnetosomen eine Rolle spielen. Magnetosomen besitzen einen Eigenmagnetismus und tendieren zu einer Ausrichtung in Magnetfeldern. Anders als bei der Chemotaxis oder der Phototaxis wurden bisher für den Eisenmineral-basierten Magnetsinn nur erste Hinweise auf ein sensorisches System gefunden.

## Aufbau und Morphologie von Magnetosomen
Magnetosomen bestehen aus membranumgebenen Magnetit- (FeIII2FeIIO4) oder Greigitkristallen (FeIII2FeIIS4) und haben einen Durchmesser von etwa 40 bis 90 nm. Im Gegensatz zu einer häufigen Lehrbuchmeinung besteht die umgebende Membran aus einer von der Cytoplasmamembran abstammenden Lipiddoppelschicht. Dies wurde durch die Analyse der Lipidbestandteile und Beobachtung von aus der Cytoplasmamembran ausknospenden Magnetosomenvesikeln bestätigt.
Die Gestalt der Magnetosomen variiert zwischen verschiedenen Spezies stark. Sie kann würfel- bis quaderförmig und auch nagel- oder tropfenförmig sein. Jede Zelle enthält mehrere Magnetosomen, die darin Ketten bilden.

## Verbreitung und ökologische Bedeutung bei Bakterien

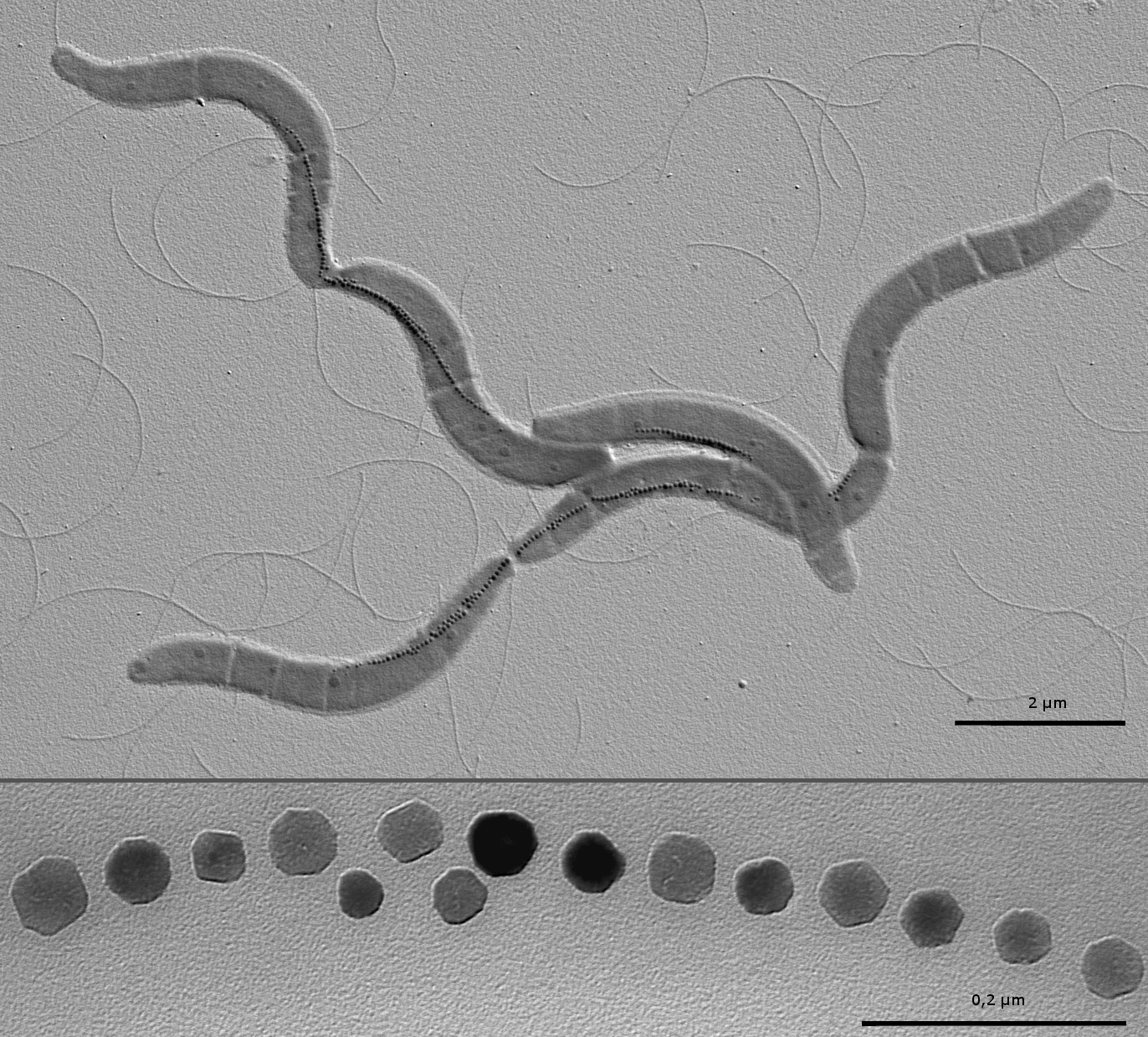
Magnetospirillum gryphiswaldense-Zellen, die Ketten aus intrazellulären Magnetitkristallen enthalten (oben).
Von M. gryphiswaldense gebildete Magnetitkristalle (unten).
(beides elektronenmikroskopische Aufnahmen)

Magnetotaxis bei Bakterien wurde erstmals 1975 von Richard P. Blakemore in Science beschrieben.
Magnetotaktische Bakterien leben in Gewässern (aquatisch) und sind an geringe Sauerstoffkonzentrationen angepasst (mikroaerophil). Sie bewegen sich mit Hilfe von Geißeln und besitzen in ihrem Inneren Magnetosomen, die in einer Reihe angeordnet sind. Die meisten magnetotaktischen Bakterien sind Spirillen, zum Beispiel die Arten Magnetospirillum gryphiswaldense, Magnetospirillum magnetotacticum, Aquaspirillum magnetotacticum. Taxonomie handelt es sich um Vertreter der Phyla Nitrospirae und  Proteobakterien. Bei den letztgenannten sind sie in den Klassen Alpha-, Gamma- und Deltaproteobacteria zu finden.
Magnetosomen verleihen der Zelle einfache magnetische Eigenschaften, wodurch die Bakterien parallel zu den Kraftlinien des Erdmagnetfelds ausgerichtet werden. Die Polarität ist bei magnetotaktischen Bakterien auf der Nordhälfte der Erde so ausgerichtet, dass sie sich beim Schwimmen in Richtung auf den magnetischen Nordpol bewegen. Wegen der Inklination des Erdmagnetfelds außerhalb der Äquatorregion ist die Bewegung schräg nach unten gerichtet. Bei magnetotaktischen Bakterien auf der Südhälfte der Erde wird dasselbe bewirkt, indem die Polarität so ausgerichtet ist, dass sie sich in Richtung auf den magnetischen Südpol bewegen.
Diese Abwärtsbewegung bewirkt, dass die Bakterien auf kurzem Weg in die Grenzschicht des Wassers dicht über dem Sediment gelangen. Dort ist wegen der höheren Sauerstoffzehrung beim Abbau organischer Stoffe im Sediment die Sauerstoffkonzentration niedrig. Außerdem stehen in diesem Bereich organische Stoffe in höherer Konzentration zur Verfügung als in höher gelegenen Wasserschichten. Dies sind günstige Bedingungen für die heterotrophen mikroaerophilen Bakterien.
Eine Alternative zur Magnetotaxis ist die Chemotaxis, die bei nicht-magnetotaktischen Bakterien zum selben Ziel führen kann. Chemotaxis beruht aber auf dem Prinzip „Versuch und Irrtum“, so dass chemotaktische Bakterien das Ziel nur auf Umwegen erreichen.

## Sonstiges Vorkommen
Der Phytoflagellat Anisonaema (Euglenophyceae), der in brasilianischen Küstengewässern zu finden ist, kann sich ebenfalls mithilfe von Magnetosomen am Magnetfeld der Erde orientieren, ebenso Grünalgen (Volvox aureus, Palmer 1963) und Pflanzen.
Bei einigen höheren Lebewesen, auch bei Wirbeltieren, wurden Magnetosomen im Bereich der Ohren oder im Gehirn nachgewiesen. Man nimmt an, dass sie bei der Orientierung der Bewegung dieser Lebewesen eine Rolle spielen.
Bei der Auswertung von Satellitenfotos wurde 2008 festgestellt, dass Rinder, Hirsche und Rehe bevorzugt in Nord-Süd-Richtung grasen. Unter Hochspannungsleitungen, die in Süd-Ost-Richtung oder Nord-West-Richtung verlaufen, war die Ausrichtung hingegen zufällig. Die Interpretation dieser Befunde war allerdings zunächst umstritten (Details siehe Magnetsinn#Rinder und Hirsche). Beobachtungen von Oldenburger Biologen an Rotkehlchen belegten jedoch, dass menschengemachte elektromagnetische Felder auch die Orientierung von Zugvögeln im Erdmagnetfeld stören können.

## Geowissenschaftliche Bedeutung
Die Fähigkeit der magnetotaktischen Bakterien wird in der Magnetostratigraphie benutzt, um die Polarität des Magnetfeldes in der Erdgeschichte zu rekonstruieren. Denn nach dem Absterben der Bakterien und der Fixierung im Sediment bewahren die erhaltungsfähigen Ketten von Magnetitkristallen die Polarität und die Inklination des Magnetfelds zu einer bestimmten Zeit in der Erdgeschichte.
In der geomagnetischen Prospektion archäologischer Fundstätten lässt sich die Konzentration der Magnetitkristalle in vormals von den magnetotaktischen Bakterien zersetzten organischen Materialien nachweisen: So können z. B. Pfostenlöcher, Abfallgruben oder verfüllte Gräben etwa in neolithischen (jungsteinzeitlichen) Siedlungen nachgewiesen werden.
In der Technik sind die besonders effektiv magnetisierten, mikroskopischen Körner von Interesse für die Datenspeicherung.